# Intermezzo (Strauss)
Intermezzo, op. 72, és una òpera en dos actes amb música i llibret de Richard Strauss, descrita com Bürgerliche Komödie mit sinfonischen Zwischenspielen (comèdia burgesa amb interludis simfònics). Va ser estrenada al Semperoper de Dresden el 4 de novembre de 1924, amb un decorat que reproduïa la casa de Strauss a Garmisch-Partenkirchen. La primera representació a Viena va ser al gener de 1927.

## Origen i context
La història descriu en ficció al mateix Strauss (sota el nom "Robert Storch") i a la seva esposa Pauline de Ahna (com a "Christine"), i es basa en un incident real de la seva vida matrimonial. La temperamental Pauline no estava assabentada de l'argument de l'òpera fins que va assistir a la primera representació.
Quan Lotte Lehmann - la cèlebre soprano que la va estrenar - va felicitar a Pauline pel meravellós regal que el seu marit li havia fet, aquesta va respondre que li importava gens ni gota. La música més coneguda d'aquesta òpera correspon als interludis orquestrals entre escenes.
Hugo von Hofmannsthal, el seu llibretista d'aquella època, es va negar a treballar en l'òpera i li va suggerir a Strauss que escrivís ell mateix el llibret; després del rebuig de diversos escriptors, que trobaven delicat escriure una història basada en un conflicte real de la parella, el músic va acabar fent-ho. Per aquesta raó, el llibret està en prosa en lloc d'en vers i s'utilitzen variants dialectals en alguns dels personatges.
El títol de l'òpera fa referència als intermezzi, representacions còmiques breus que s'intercalaven en els descansos de l'òpera seriosa durant el segle xviii i que solien tractar conflictes matrimonials o embolics lleugers.

## Personatges
| Personatge                                           | Tessitura | Estrena, 4 de novembre de 1924 Director: Fritz Busch |
| ---------------------------------------------------- | --------- | ---------------------------------------------------- |
| Christine Storch                                     | soprano   | Lotte Lehmann                                        |
| Robert Storch, el seu marit, un director d'orquestra | baríton   | Joseph Correck                                       |
| Anna, la seva criada                                 | soprano   |                                                      |
| Franzl, el seu fill de divuit anys                   | parlat    |                                                      |
| Baró Lummer                                          | tenor     |                                                      |
| El notari                                            | baríton   |                                                      |
| La seva dona                                         | soprano   |                                                      |
| Stroh, un altre director                             | tenor     |                                                      |
| Un conseller comercial                               | baríton   |                                                      |
| Un conseller legal                                   | baríton   |                                                      |
| Un cantant                                           | baix      |                                                      |
| Fanny, la cuinera dels Storch                        | parlat    |                                                      |
| Marie i Therese, criades                             | parlats   |                                                      |
| Resi, una noia jove                                  | soprano   |                                                      |

## Argument
Lloc: Viena i Grundlsee durant l'hivern de 1920.
El director d'orquestra Robert Storch és a punt de dirigir un concert una nit. Christine, la seva dona, se sent poc benvolguda i no li agrada el fet que el treball del seu marit el mantingui allunyat d'ella totes les tardes. Christine va a un centre turístic d'hivern on coneix al Baró Lummer, amb el qual flirteja. El Baró Lummer resulta ser un noble sense recursos a la recerca d'un préstec. En aquest moment, Christine rep una carta aparentment dirigida al seu marit, i l'obre. És una carta d'amor dirigida a ell per una jove, Mitzi Meyer. Christine està furiosa i decideix divorciar-se de Storch.
Robert i els seus amics, incloent al director Stroh, juguen a les cartes una tarda, i parlen de la personalitat voluble de Christine. Christine ha enviat una carta a Robert per dir-li que l'abandona. Ella visita a un notari per aconseguir el divorci. No obstant això, el notari sospita que la veritable motivació és la seva relació amb el Baró Lummer. Stroh i Storch finalment descobreixen que Mitzi Meyer havia confós els seus noms, i que la carta anava dirigida a Stroh. Christine és informada de la confusió, i ella i Storch es reconcilien.

## Discografia selecta
| Any  | Rols:Christine Storch, Robert Storch, Anna, Baron Lummer               | Director,Teatre d'Òpera i Orquestra                          | Discogràfica                 |
| ---- | ---------------------------------------------------------------------- | ------------------------------------------------------------ | ---------------------------- |
| 1963 | Hanny Steffek, Hermann Prey, ?, ?                                      | Joseph Keilberth,Òpera de l'Estat Bavarès Orquestra i Cor    | DVD Video: Legato Classics   |
| 1980 | Lucia Popp, Dietrich Fischer-Dieskau, Gabriele Fuchs, Adolf Dallapozza | Wolfgang Sawallisch,Orquestra Simfònica de la Ràdio Bavaresa | Àudio CD: EMI Classics, 2002 |
| 1983 | Felicity Lott, John Pringle, ?, ?                                      | Gustav Kuhn,Orquestra Filharmònica de Londres                | DVD Video: Kultur            |